# U Водолея
U Водолея (лат. U Aquarii) — одиночная переменная звезда в созвездии Водолея на расстоянии (вычисленном из значения параллакса) приблизительно 17112 световых лет (около 5247 парсеков) от Солнца. Видимая звёздная величина звезды — от +15,9m до +10,6m.

## Характеристики
U Водолея — оранжевая углеродная эруптивная переменная звезда типа R Северной Короны (RCB) спектрального класса pec или C-Hd. Эффективная температура — около 4596 К. Предположительно является объектом Торна-Житков.